# Anatoli Fjodorovitsj Kapustinski
Anatoli Fjodorovitsj Kapustinski (Russisch: Анатолий Фёдорович Капустинский) (Zjytomyr, 29 december 1906 - Moskou, 26 augustus 1960) was een Pools-Russisch scheikundige. Hij leidde de naar hem genoemde Kapustinski-vergelijking af, die het mogelijk maakt om de roosterenergie van een ionair kristal in te schatten.
Kapustinski werd geboren in de Oekraïense stad Zjytomyr. Hij deed zijn middelbare studies in Moskou, alwaar hij in 1923 aan de Staatsuniversiteit van Moskou zijn studie scheikunde startte. Hij studeerde in 1929 af en werkte tot 1941 aan het Instituut voor Toegepaste Mineralogie in Moskou. In 1935 ondernam hij een reis naar West-Europa en de Verenigde Staten, waar hij aan de Universiteit van Californië voor een half jaar samenwerkte met Gilbert Lewis.
In 1939 werd Kapustinski lid van de Russische Academie van Wetenschappen en vanaf 1946 was hij redacteur van de Grote Sovjetencyclopedie. Hij stierf op 53-jarige leeftijd in de Russische hoofdstad.